# Monolepta nigropicta
Monolepta nigropicta es una especie de insecto coleóptero de la familia Chrysomelidae.
Fue descrita científicamente en 1938 por Laboissiere.